# Religion au Mexique
Le catholicisme est la principale religion au Mexique.
Les données du tableau suivant présentent l'évolution de la proportion de personnes se déclarant d'un groupe religieux.
| Religion         | 1990   | 2000   | 2010   |
| Catholicisme     | 89,7 % | 88,0 % | 82,7 % |
| Protestantisme   | 4,9 %  | 5,2 %  | 9,7 %  |
| Sans religion    | 3,2 %  | 3,5 %  | 4,6 %  |
| Autres religions | 1,5 %  | 2,4 %  | 2,5 %  |

## Religions préhispaniques

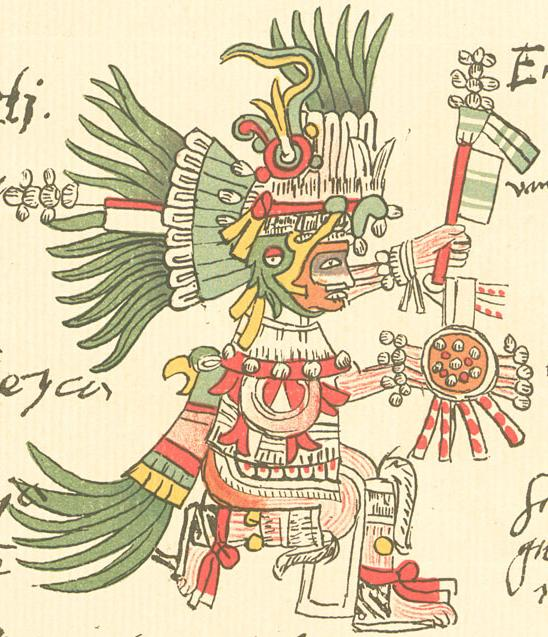
divinité préhispanique

### Religion Purupécha
Traditionnellement, considère la religion préhispanique P'urhépecha était de type polythéiste. Bien que Jose Corona Nunez suggère que croyait en un principe créateur se compose d'une partie mâle ou Curicaveri et une partie femelle ou Cuerahuáperi.
[Information douteuse]Le cosmos de P'urhépecha étaient composés de trois mondes: le monde de l'Cumánchecuaro morts situé sous la terre, le monde des vivants Echerendu situé sur la surface de la terre et le monde des dieux éleveurs Auandarhu situés dans les cieux.
La manifestation la plus importante de Cuerahuáperi était sa fille Xaratanga («déesse de subsistance»), représenté par la nouvelle lune, alors que sa mère se révèle être la lune décroissante (ancien). D'une manière similaire au soleil de l'est est le fils ou la «renaissance» du soleil sont morts dans l'ouest, de sorte Xaratanga (la nouvelle lune) est la rénovation Cuerahuáperi (de lune décroissante).[réf. nécessaire]

## Christianisme
La religion chrétienne est la principale religion au Mexique, professée officiellement par plus de 90 % de la population.

### Catholicisme

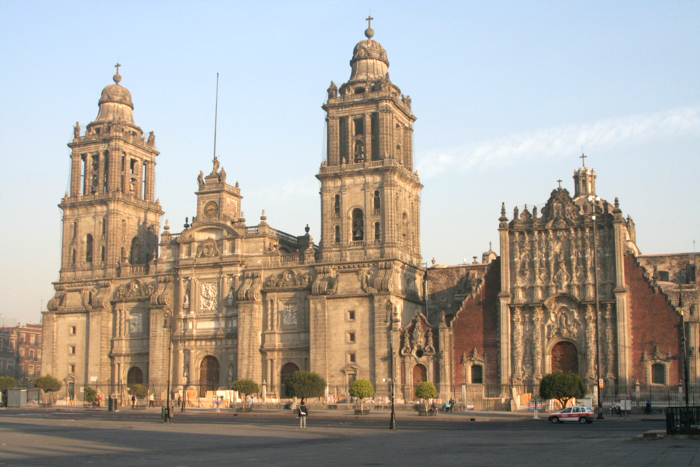
Cathédrale Métropolitaine de Mexico.

L'Église est séparée de l’État depuis 1857.
Aujourd'hui, un peu plus de 80 % des Mexicains sont catholiques, bien que 90 % soit baptisés. Selon les données de 2008, la moitié de la population mexicaine s'est marié religieusement à l'église .

### Protestantisme

#### Églises évangéliques
Comme dans d'autres pays d'Amérique latine, les églises protestantes (principalement évangéliques) connaissent une forte croissance. La part du protestantisme dans la population totale du Mexique a ainsi doublé entre 1990 et 2010.
La Convention baptiste nationale du Mexique est fondée en 1903.
En 2011, elle compterait 1,800 églises et 70,000 membres .

#### Luthéranisme
Très minoritaires malgré une congrégation présente depuis près de 100 ans dans le pays, les Luthériens sont principalement concentrés dans la ville de Mexico. Environ 4 000 adeptes sont estimés à travers le pays.

#### Presbytériens
L'Église presbytérienne nationale a 2,5 millions de membres à travers le pays. Le presbytérianisme est la confession protestants plus réformé et pratiquée par les évangéliques du Mexique.[réf. nécessaire]

## Islam
L'islam est aussi très minoritaire au Mexique bien qu'en croissance. Le nombre de musulmans est passé de 3 670 en 2010 à 5 260 en 2015 selon l'INEGI.
En 1994, une petite communauté d’indigènes des montages du Chiapas, environ 300 individus, se sont convertis à l'islam,. C'est un missionnaire espagnol nommé Aureliano Perez, dit l'« Emir Nafia », qui est le responsable de ces conversions. Arrivé au Chiapas en pleine révolte zapatiste, cet ancien professeur de philosophie marxiste avait tenté, en vain, de convertir les troupes du sous-commandant Marcos avant de se tourner vers les Indiens les plus pauvres de San Cristóbal.

## Judaïsme
En 1523, une loi interdit l'accès du territoire aux Juifs, y compris enfants et neveux.
L'histoire des Juifs en Colombie montre certaine porosité en Royaume de Nouvelle-Grenade : la petite communauté marrane de Carthagène des Indes (Colombie) disparaît avec l'Inquisition espagnole.
Le judaïsme serait officiellement présent au Mexique à partir de 1860, par la loi de liberté de culte, à Guadalajara, Vallejo, Venta Prieta et dans le Puebla : Histoire des Juifs au Mexique (es).
Selon le recensement national par l'INEGI, 2010, il y a maintenant plus de 67 000 Juifs mexicains, dont 83 % vivent dans la zone métropolitaine de Mexico, l'État de Mexico est l'État avec la plus grande population de croyants juifs surperformant le district fédéral. Au cours du XXe siècle, les Juifs séfarades arrivés au Mexique, proviennent de Syrie, et certains d'Europe orientale, plus de 10 000 Juifs ashkénazes de Pologne, l'Union soviétique, Allemagne, Italie, la République tchèque et la Slovaquie, la Turquie, etc.
En septembre 2001, il a été estimé que la population juive était 50 700 personnes, dont 90 pour cent se trouvaient dans le District fédéral et les régions avoisinantes, avec 28 synagogues. Les 10 pour cent restants (environ 5 000 Juifs) sont dispersés dans de petites communautés à Huixquilucan et Naucalpan.

## Bouddhisme

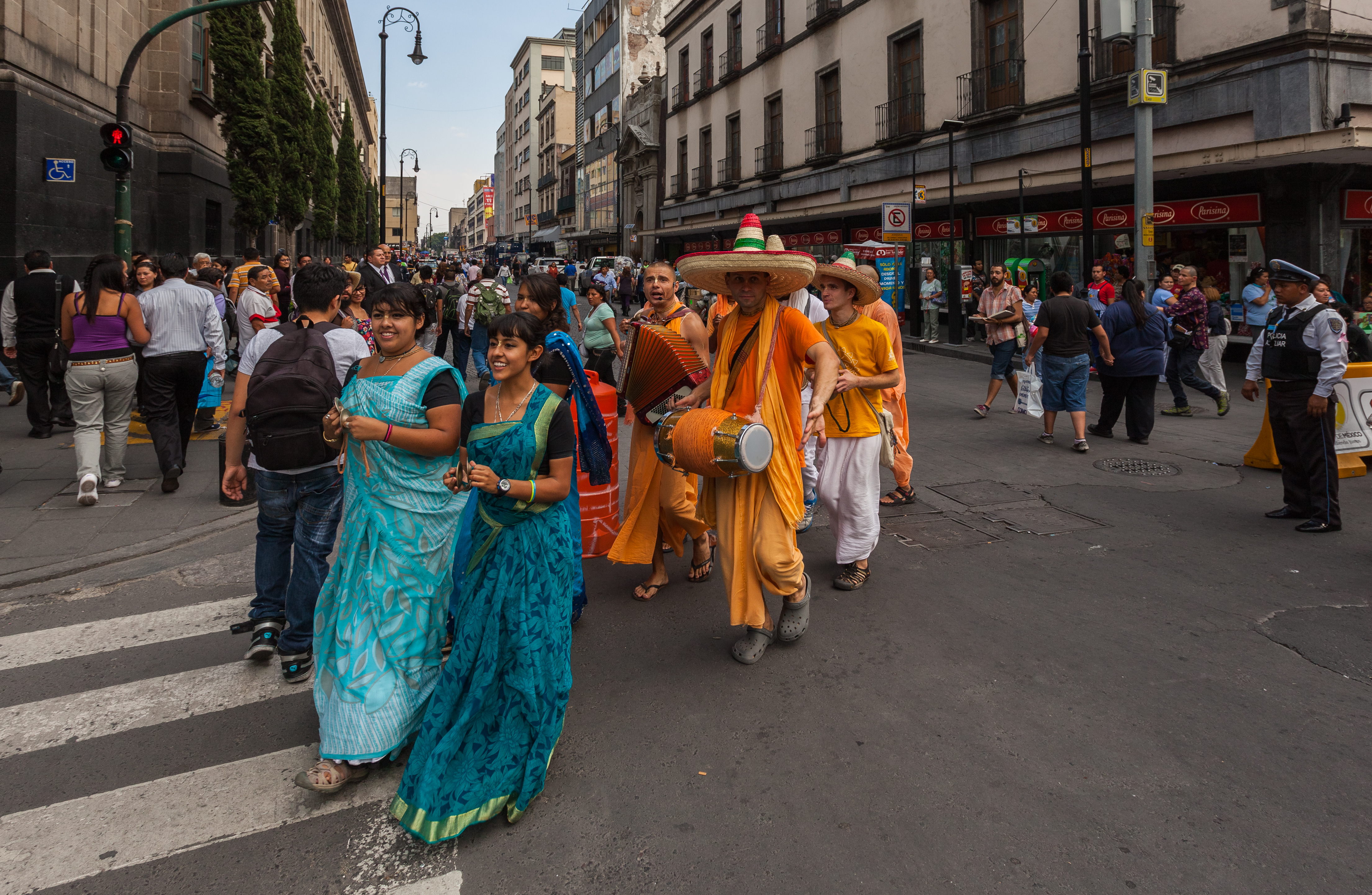
Bouddhistes à Mexico.

Il existe environ 108 000 bouddhistes au Mexique et une des six Tibet House du monde se trouve à Mexico. Elle est utilisée par le dalaï-lama et les autres dirigeants du bouddhisme tibétain pour conserver et partager la culture et la spiritualité tibétaine. Alejandro Jodorowsky a déclaré avoir découvert le zen dans les années 1960 au Mexique,. Il existe également deux institutions du bouddhisme theravada, le monastère bouddhiste Theravada et la Maison de méditation Vipassana, ainsi qu'au moins 30 groupes bouddhiques.

## Principe de neutralité de l'Etat
L'Etat mexicain garantie officiellement la liberté de religion et d'expression. la majorité des institutions et des écoles sont laïques, et même si la pratique religieuse est en baisse, certaines activités et fêtes religieuses jouissent toujours d'une forte popularité, voire ferveur.
Dans la ville de Mexico il y a des organisations franc-maçonne, agnostiques, et humanistes laïques. Selon le recensement de 2000, Mexique comptait 3 millions de personnes sans religion.